# Gastrosquisis
Gastrosquisis es un tipo de defecto de nacimiento en la pared abdominal, en el cual los intestinos salen  de una pequeña apertura por los lados del ombligo, hay que aclarar que este orificio puede ser grande o pequeño y pueden salir otros órganos como el hígado o el estómago casi siempre a la derecha del cordón umbilical. El defecto originalmente es producido por una involución defectuosa del mesenquima embrionario en su unión con el tallo corporal, lo que resulta en una displasia de la pared abdominal. Frecuentemente puede diagnosticarse con ultrasonografía o con pruebas de líquido amniótico. 
La gastrosquisis y el onfalocele (cuando las vísceras abdominales ocupan parcialmente el extremo proximal del cordón umbilical), son dos de las malformaciones más frecuentes en recién nacidos, encontrándose en cerca de 1 por cada 2.000 nacidos vivos.

## Embriología
Durante la cuarta semana de desarrollo, los pliegues laterales del cuerpo se mueven hacia el centro y se fusionan en la línea media para formar la pared abdominal anterior. La fusión incompleta resulta en un defecto que permite que las vísceras abdominales protruyan a través de la pared abdominal. Los intestinos típicamente se hernian a través de los músculos rectos abdominales, es un defecto que casi siempre está a la derecha del cordón umbilical.

## Mortalidad y morbilidad
Los avances recientes en el cuidado intensivo neonatal, así como con las técnicas quirúrgicas modernas, han permitido llevar la sobrevida de estos pacientes de aproximadamente 60 % a 90 % en los últimos años. La posibilidad de un diagnóstico prenatal, sea a través de espectrograma o a través de cualquier otra prueba, permite que la futura madre sea referida a un centro de atención especializada donde una cesárea pueda realizarse cuando el embarazo esté a término (o tan cerca del término como sea necesario), y luego realizar la cirugía reparadora en el recién nacido. La morbilidad de esta malformación se relaciona de forma muy cercana con la presencia de otras malformaciones, así como a complicaciones de la herida o del propio intestino. Los pacientes frecuentemente requieren más de una cirugía.
Los factores asociados con mayor mortalidad neonatal incluyen la prematuridad y la presencia de múltiples complicaciones, particularmente cuando se presentan dos o más complicaciones simultáneas. Un puntaje de Apgar menor a 7 a los cinco minutos también incrementa significativamente el riesgo de mortalidad. Las complicaciones infecciosas representan uno de los principales desafíos en el manejo de estos pacientes. La exposición prolongada de las vísceras al ambiente externo, combinada con el uso de nutrición parenteral prolongada y procedimientos quirúrgicos múltiples, contribuye a estas elevadas tasas de infección.

## Estadísticas
La malformación es levemente más frecuente en varones que en mujeres. La frecuencia de gastrosquisis se asocia con madres primerizas precoces y/o un bajo número de embarazos. La gastrosquisis se asocia a otras malformaciones aproximadamente en el 10 % de los casos.
Un estudio retrospectivo realizado en Ecuador entre 2008-2022 en el Hospital Gineco Obstétrico Isidro Ayora documentó una prevalencia de gastrosquisis de 0,13 % (IC95 %: 0,11-0,15) de todos los nacimientos, con una mortalidad del 22,8 % durante la hospitalización neonatal. Esta mortalidad es significativamente superior a la reportada en países desarrollados, donde las tasas varían entre 4% y 7%, pero inferior a la documentada en otros países de ingresos medios y bajos de la región, como Jamaica (78,8 %) y Brasil (33,2%).

## Causas y factores de riesgo
Los embarazos de alto riesgo, tales como los complicados con infecciones, madres adolescentes, uso de cigarrillos, abuso de drogas o cualquier otro factor que contribuya a producir recién nacidos de bajo peso puede incrementar la incidencia de gastrosquisis, ya que esta es más frecuente en recién nacidos pequeños para edad gestacional. Bien sea que el retraso del crecimiento intrauterino contribuya a incrementar la posibilidad de desarrollar gastrosquisis, o que la presencia de gastrosquisis entorpezca el crecimiento intrauterino, es una distinción que aún no está clara.

## Pronóstico
El pronóstico de la gastrosquisis ha mejorado progresivamente con los avances en el manejo médico y tecnológico. Un análisis temporal demostró una tendencia hacia menor mortalidad con el paso de los años (OR: 0,79; IC95%: 0,68-0,91 por año calendario), sugiriendo que las mejoras en protocolos de atención, técnicas quirúrgicas y cuidados intensivos neonatales han contribuido a mejores desenlaces clínicos.